# Murina puta
Murina puta је врста слепог миша из породице вечерњака (лат. Vespertilionidae). 

## Распрострањење
Кина је једино познато природно станиште врсте.

## Станиште
Врста Murina puta има станиште на копну.

## Угроженост
Ова врста је на нижем степену опасности од изумирања, и сматра се скоро угроженим таксоном.

### Популациони тренд
Популациони тренд је за ову врсту непознат.